# NiziU
NiziU (яп. ニジュー, стилизуется NIZIU; произносится как Нидзю) — японская женская группа, сформированная компаниями JYP Entertainment и Sony Music Entertainment Japan в рамках реалити-шоу на выживание Nizi Project. Группа состоит из девяти участниц: Мако, Рио, Майя, Рику, Аяка, Маюка, Рима, Миихи и Нина. Группа дебютировала с макси-синглом «Step and a Step» 2 декабря 2020 года.

## Название
Название группы это комбинация слов «радуга» (яп. 虹 нидзи), обозначающего, что группа была создана на шоу Nizi Project, и «U», представляющих участниц группы и их фанатов. Кроме того, его произношение напоминает английское «need you» при транслитерации на японский язык, с полным значением, «Никто никогда не преуспевает сам по себе, вы нуждаетесь друг в друге и вам нужны фанаты».

## История

### 2020: Формирование группы и дебют
NiziU были сформированы в рамках реалити-шоу на выживание Nizi Project, которое транслировалось еженедельно через Hulu Japan и распространялась по всему миру через канал JYP Entertainment на YouTube. Шоу и группа также вторыми после Boy Story последовали стратегии «Глобализация посредством локализации». JYP Entertainment сотрудничала с местным звукозаписывающим лейблом Sony Music для управления шоу и группой.
Шоу было разделено на два сезона. Первый сезон показывал прослушивания предполагаемых участниц по всей Японии, сокращая предполагаемый состав до 14 из 26 девушек, выбранных Пак Чин Ёном, второй сезон происходит уже в Южной Корее в течение шести месяцев, формирование состава из 9 участниц.
26 июня 2020 года публике был представлен финальный эпизод Nizi Project и, соответственно, дебютный состав. Как член JYP Entertainment, группа сотрудничает со звукозаписывающей компанией Sony Music для продажи альбомов и управления группами во время своей деятельности в Японии.
Цифровой пре-дебютный мини-альбом Make You Happy был предварительно выпущен 30 июня в Японии и Южной Корее, а также 1 июля на международном уровне. Он стал коммерчески успешным, возглавив чарты Billboard Japan Hot Albums и цифровой альбомный чарт Oricon.
25 ноября группа выпустила полную версию видеоклипа на свой дебютный сингл «Step and a Step». Через неделю, 2 декабря они официально дебютировали в Японии, выпустив свой дебютный одноименный мини-альбом. «Step and a Step» возглавил еженедельный музыкальный чарт Японии Oricon, а NiziU стали второй японской женской группой, которая достигла первой строчки в чарте с дебютным альбомом после Hinatazaka46. Группа также возглавила Billboard Japan Hot 100, став первым лидером, за первую неделю было продано 318 562 копий. «Step and a Step» также попал в Billboard Global, кроме США, где они заняли 149-е место, а также Billboard Global 200, а NiziU заняли 75-е место.
Несмотря на официальный дебют в Японии только 2 декабря, NiziU выступили на 71-м Кохаку ута гассэн, ежегодном музыкальном шоу с самым высоким рейтингом в Японии в конце года . Они стали самыми быстрыми артистами, появившимися на шоу, появившись всего через 29 дней после своего дебюта. Группа стала одним из пяти лауреатов Специальной премии за достижения на 62-й японской премии рекордов.

### 2021—н.в: «Take a Picture» / «Poppin' Shakin»,U, первый тур,Coconutи корейский дебют
20 января 2021 года группа раскрыла некоторые планы на год в видеоролике под названием «We need U 2021», опубликованном на их официальном канале YouTube. Будущие планы включают в себя, первый концерт группы, выпуск второго сингла вместе с их первым студийным альбомом и выпуск их первой песни на английском языке.
29 марта NiziU выпустили музыкальное видео их двойного сингла «Take a Picture», и песня возглавила чарты в реальном времени нескольких крупных японских музыкальных сайтов. В сотрудничестве с Coca-Cola песня была использована для местной рекламы указанного продукта. За первую неделю песня получила более 12,5 миллионов загрузок, превзойдя по показателям «Step and a Step» за первую неделю и установив рекордный уровень в недельном потоковом чарте Oricon. «Take a Picture / Poppin' Shakin'» был официально выпущен 7 апреля, в котором песня «Poppin' Shakin» был использован для рекламы в сотрудничестве с японской телекоммуникационной компанией Softbank. За первую неделю продажи сингла составили более 317 000 копий.
24 ноября группа выпустила первый студийный альбом U с ведущим синглом «Chopstick».
12 апреля 2022 года группа выпустила цифровой сингл «Asobo». Английская версия сингла была выпущена две недели спустя. 8 мая группа впервые выступила на KCON в Сеуле, Южная Корея. Однако Рио не присутствовала на выступлении из-за внезапной болезни в разгар репетиции. 20 июля NiziU выпустили свой новый сингл «Clap Clap». NiziU провели свой первый японский тур «Light it Up», первоначально запланированный с 23 июля по 17 сентября, но затем был отложен до 13 августа и, наконец, завершился 5 октября.
За этим последовал их первый тур по Японии Burn it Up, который проходил в Tokyo Dome и Kyocera Dome в Осаке с 12 ноября по 18 декабря. В перерыве между концертами NiziU выпустили свой первый сингл-балладу «Blue Moon» 14 декабря. На последнем концерте было объявлено, что сингл группы «Paradise» был выбран в качестве заглавной песни для фильма Дораэмон: Небесная утопия Нобиты, который вышел в Японии в марте 2023 года.
Второй студийный альбом группы, Coconut, был выпущен 19 июля. Группа отправилась в свой второй тур по Японии в поддержку альбома, с 1 июля по 18 сентября. Общая аудитория тура составила 185 000 человек на 17 концертах. 
2 октября было объявлено, что дебют NiziU в Южной Корее запланирован на 30 октября с сингл-альбомом под названием Press Play.

## Состав
| Сценический псевдоним | Сценический псевдоним | Настоящее имя | Настоящее имя  | Настоящее имя | Дата рождения        | Группа крови | Место рождения                | Позиция в группе                                  | Официальный цвет |
| Основной              | На русском            | На русском    | На английском  | На японском   | Дата рождения        | Группа крови | Место рождения                | Позиция в группе                                  | Официальный цвет |
| --------------------- | --------------------- | ------------- | -------------- | ------------- | -------------------- | ------------ | ----------------------------- | ------------------------------------------------- | ---------------- |
| MAKO マコ             | Мако                  | Мако Ямагути  | Mako Yamaguchi | 山口 真子     | 04.04.2001 (22 года) | II           | Япония, Префектура Фукуока    | Лидер, главный танцор, ведущая вокалистка, рэпер. | Оранжевый        |
| RIO リオ              | Рио                   | Рио Ханабаси  | Rio Hanabashi  | 花橋 梨緒     | 04.02.2002 (21 год)  | III          | Япония, Префектура Айти       | Главный танцор, вокалистка, ведущий рэпер.        | Небесно-голубой  |
| MAYA マヤ             | Майя                  | Майя Кацумура | Maya Katsumura | 勝村 摩耶     | 08.04.2002 (21 год)  | I            | Япония, Префектура Исикава    | Ведущая вокалистка.                               | Фиолетовый       |
| RIKU リク             | Рику                  | Рику Оэ       | Riku Oe        | 大江 梨久     | 26.10.2002 (20 лет)  | IV           | Япония, Префектура Киото      | Ведущая вокалистка, ведущий танцор.               | Жёлтый           |
| AYAKA アヤカ          | Аяка                  | Аяка Араи     | Ayaka Arai     | 新井 彩花     | 20.06.2003 (20 лет)  | II           | Япония, Столичный округ Токио | Вокалистка, вижуал.                               | Белый            |
| MAYUKA マユカ         | Маюка                 | Маюка Ого     | Mayuka Ogo     | 小合 麻由奈   | 13.11.2003 (19 лет)  | II           | Япония, Префектура Киото      | Главный рэпер, вокалистка.                        | Светло-зеленый   |
| RIMA リマ             | Рима                  | Рима Ёкои     | Rima Yokoi     | 中林 里茉     | 26.03.2004 (19 лет)  | I            | Япония, Столичный округ Токио | Главный рэпер, ведущий танцор, вокалистка.        | Бордовый         |
| MIIHI ミイヒ          | Миихи                 | Миихи Судзуно | Miihi Suzuno   | 鈴野 未光     | 12.08.2004 (18 лет)  | I            | Япония, Префектура Киото      | Главная вокалистка, ведущий танцор.               | Розовый          |
| NINA ニナ             | Нина                  | Нина Хиллман  | Nina Hillman   | ヒルマン ニナ | 27.02.2005 (18 лет)  | I            | США, Вашингтон                | Главная вокалистка, маннэ                         | Темно-синий      |

## Дискография

### Студийные альбомы
- U (2021)
- Coconut (2023)

### Мини-альбомы
- Make You Happy (2020; пре-дебют)

## Фильмография

### Реалити-шоу
- Nizi Project (2020, Hulu, Nippon TV, YouTube)
- NiziU 9 Nizi Stories (2020, Hulu, Nippon TV)
- We NiziU! ~We need U!~ (2020, Hulu, Nippon TV, YouTube)
- We NiziU! TV (2020, Hulu, Nippon TV)
- NiziU Scout (2021, YouTube)
- We NiziU! TV 2 (2021, Hulu Japan, Nippon TV)
- NiziU School (2022, YouTube)

## Концерты и туры
- NiziU Live With U 2022 «Light It Up» (2022)
- NiziU Live With U 2022 «Burn It UUp» (2022)
- NiziU Live With U 2023 «Coco!nut Fes.» (2023)